# Blaby
Blaby är en ort och civil parish i Blaby distrikt i Storbritannien. Den ligger i grevskapet Leicestershire och riksdelen England, i den södra delen av landet, 140 km nordväst om huvudstaden London. Blaby ligger 72 meter över havet och antalet invånare är 6 300. Byn nämndes i Domedagsboken (Domesday Book) år 1086, och kallades då Bladi.
Terrängen runt Blaby är huvudsakligen platt. Blaby ligger nere i en dal. Runt Blaby är det tätbefolkat, med 982 invånare per kvadratkilometer. Närmaste större samhälle är Leicester, 7,3 km norr om Blaby. Trakten runt Blaby består till största delen av jordbruksmark.